# 徳山城
徳山城 （とくやまじょう）は、山口県周南市にあった徳山藩毛利氏の居城で日本の城。別名は「御舘」、後に「御城」。城の造りは陣屋。初代藩主・毛利就隆。第8代徳山藩主・毛利広鎮の代に城主格となる。

## 概要
空堀や水堀は設けられず、土塁で間に合わされており、簡素な構えであったが、陣屋としては「日本三大陣屋」に数えられるほど壮大な規模であった（他の二つは敦賀酒井氏の敦賀陣屋と保科氏の飯野陣屋）。
現在、城跡は周南市文化会館、祐綏神社、周南市徳山動物園となっている。文化会館の前庭が、かつての徳山城の庭園であり、庭園内にある徳山藩館邸跡の碑に「館邸の門」と「毛利家館邸」の在りし日の古写真が掲げられている。

### 関連遺物等
遥拝石
徳山動物園内に残る石で、第3代藩主・毛利元次が朝夕座って、太華山頂の仏像を拝んだと伝えられる。

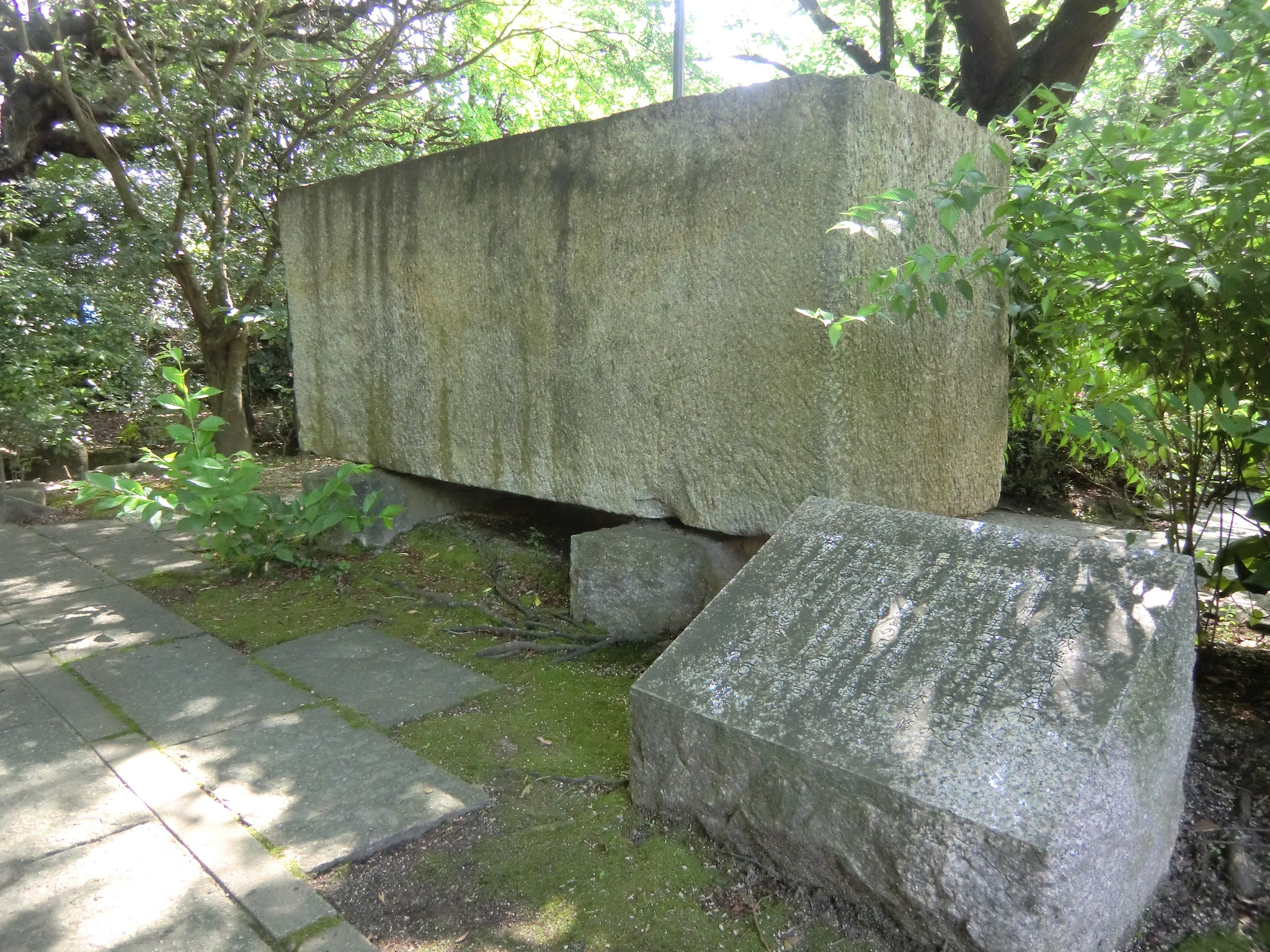
大坂城築城残石
文化会館敷地内に残されている、大坂城修築に使われなかった石垣の残石（現地説明板の表記は「大阪城築城残石」）。元和5年（1620年）から江戸幕府によって始められた大坂城修築の普請に長州藩が参加した際に、徳山藩に用意が命ぜられた石（大津島の石材）であり、石の側面には毛利家の家紋（一文字に三つ星）を省略した「一〇」が縦書きで刻んである。

## 沿革
- 元和3年（1617年）、毛利輝元の二男･毛利就隆が、兄･毛利秀就から下松に3万石を分封される。
- 慶安元年（1648年）、現在の地である野上村に陣屋が築かれ、翌年に竣工。
- 慶安3年（1650年）、就隆は藩庁を野上に移し、地名を徳山に改称する。
- 享保元年（1716年）、万役山事件により、徳山藩は改易される。
- 享保4年（1719年）、徳山藩再興。
- 天保7年（1836年）、萩藩の斡旋により、徳山藩主が城主格となり、陣屋が城扱いとなったため、「御舘」を「御城」と呼ぶようになる。
- 明治4年（1871年）、徳山藩、山口藩に併合される。
- 昭和20年（1945年）7月26日、徳山大空襲によって、徳山城は焼失。

## 周辺
杉家屋敷跡
野上（徳山）は、陶晴賢の家人である野上氏が支配していたが、晴賢が敗死した厳島の戦いの後に代わって杉元相が支配した。その元相が居館を構えたのが、徳山動物園の第2駐車場付近とされる。現在では、石碑と説明板が建てられているのみで遺構等は残っていない。

旧藩鐘楼跡、旧藩作事方跡、旧藩武方跡
周南市美術博物館の付近には、徳山藩の鐘撞堂、作事方（作事奉行）、武方（武具方奉行）があったとされる場所に石碑が建てられている。